# Camauro

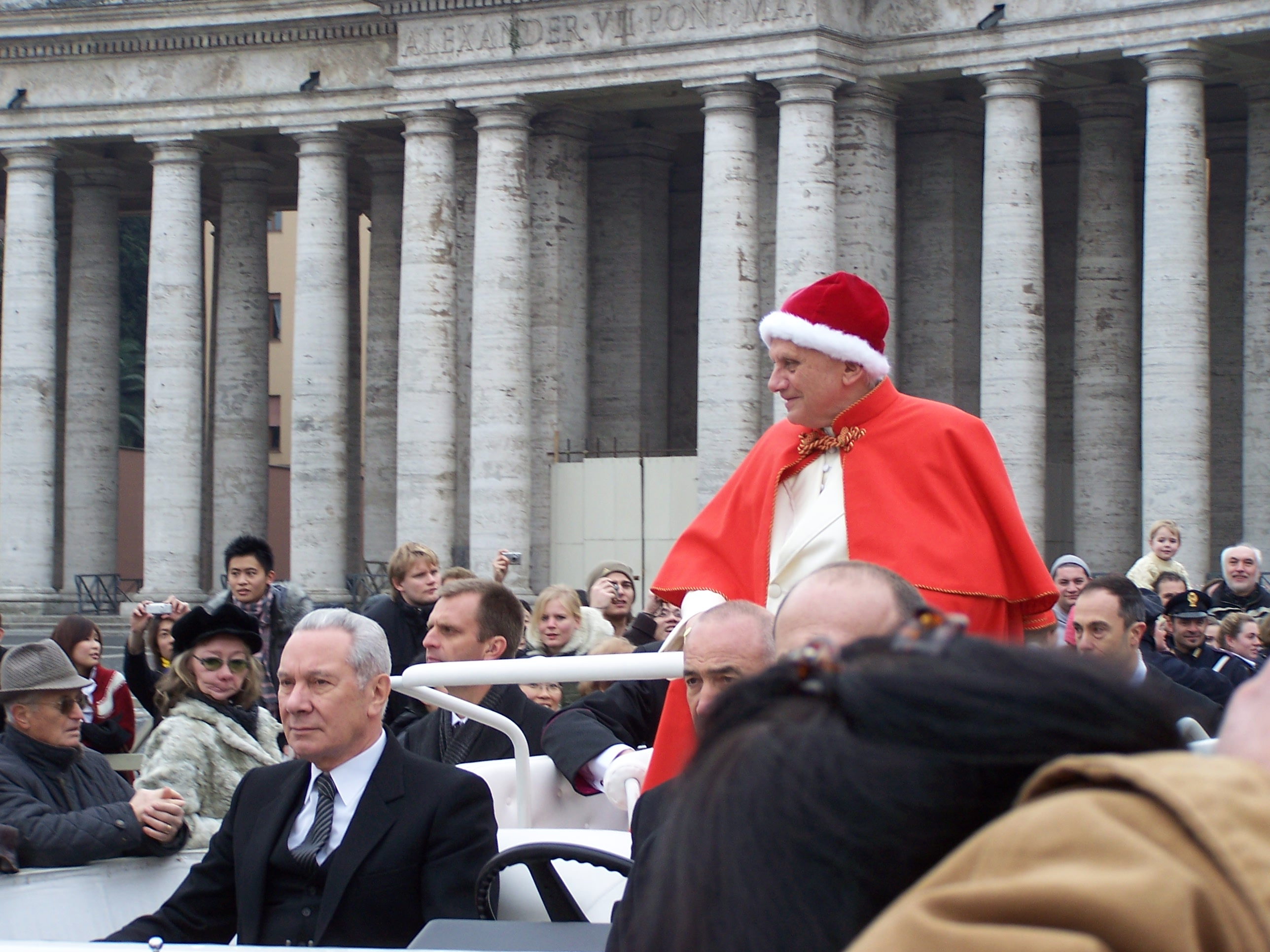
Papež Benedikt XVI. v camauru

Camauro je pokrývka hlavy papežů. Slovo pochází z latinského camelaucum, nebo řeckého kamelauchion a znamená: čepice z velbloudí kůže. Původně se vyrábělo z velbloudí srsti. Postupně se z něho stala červená sametová čepice s hustým kožíškem uvnitř a bílým lemem. 
Ve východním křesťanství je ekvivalentem kamilaukion. 

## Historický vývoj
Do papežského šatníku patří od 12. století, ale až do roku 1464 bylo camauro používáno také kardinály, ovšem bez hermelínového lemování. Od roku 1464 se camauro stalo výlučeně papežským oděvem a kardinálové obdrželi místo něj od papeže šarlatový biret. Ve velikonočním období používali papežové camauro bílé barvy.
Camauro bylo používáno prakticky nepřetržitě až do roku 1963. Naposledy ho použil ještě Jan XXIII., který v něm byl, jako celá řada jeho předchůdců, i pohřben, Pavel VI. jej neužíval. 
Tradice použití camaura byla oživena při generální audienci 21. a 28. prosince 2005, kdy ho začal používat Benedikt XVI.; a to jednak z praktických důvodů (protože byla zima), a také, jak se někteří domnívají, ze symbolických důvodů.
U camaura pro papeže Benedikta XVI. byl k výrobě použit červený aksamit s bílým lemováním. Papež František jej neužíval.

## Symbolický význam
Symbolizuje univerzální učitelský úřad (na základě daru vyučovat; latinsky munus docendi). Obdobou camaura na symbolické úrovni jsou pokrývky akademických univerzitních hodnostářů, které se používají při promocích a jiných akademických obřadech. Svůj původ odvozuje v akademickém prostředí z praktické potřeby, kdy se snažili středověcí vzdělanci, kteří nosili na hlavě tonzuru, chránit při psaní teologicko-filozofických spisů nachlazení hlavy a akademický pileolus nebyl dostačující tepelnou ochranou. 
Podobnou tepelnou ochranou bývala i mozetta (límec), která se nosila společně s camaurem. Zatímco camauro se v liturgii nepoužívá, mozeta se používá při chórové modlitbě. Camauro pro liturgii bylo nahrazeno biretem.

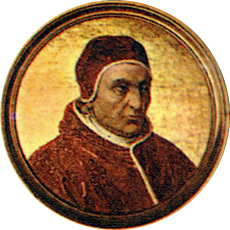
Inocenc VII. (1404–1406)
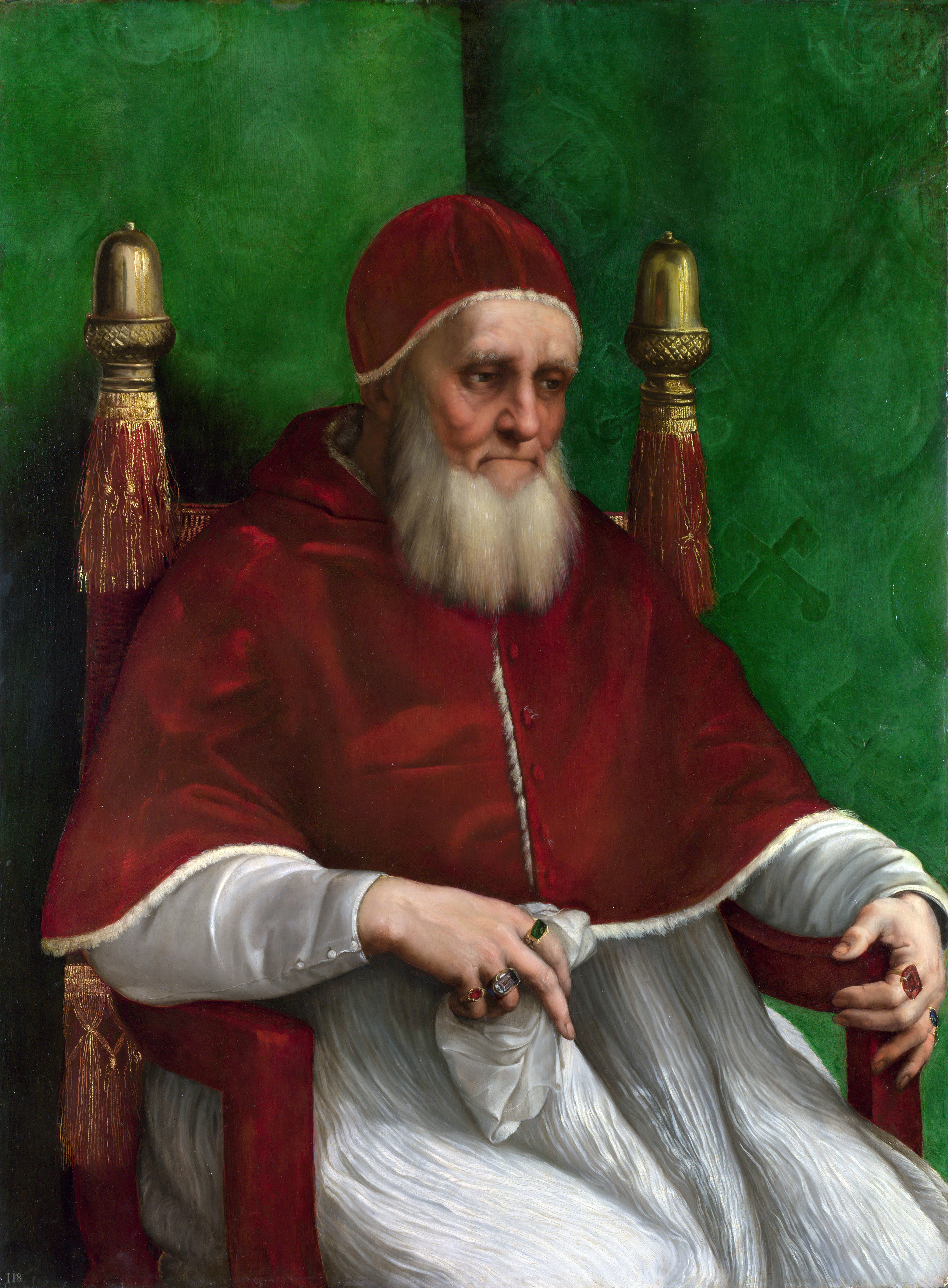
Julius II. (1503–1513)
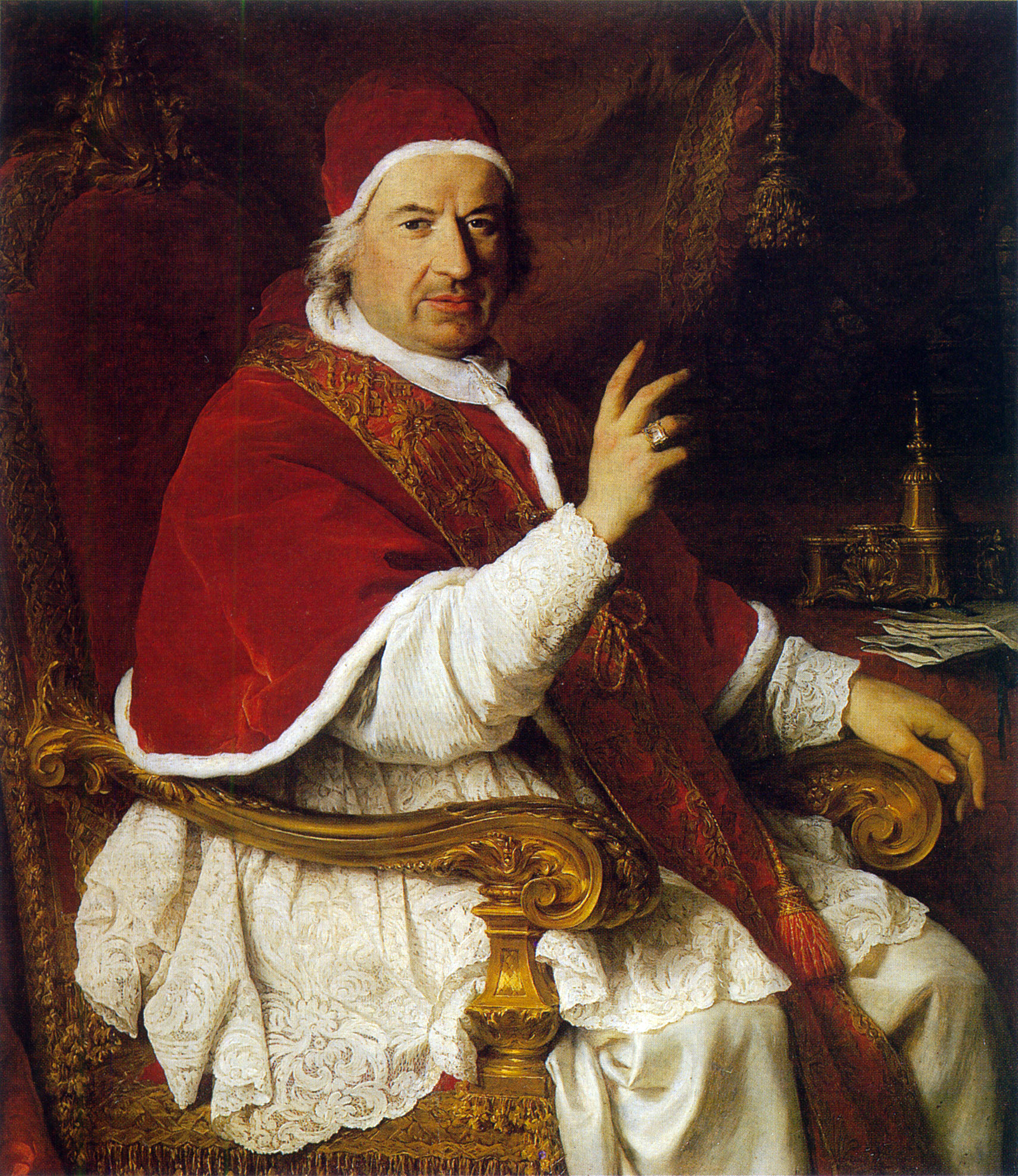
Benedikt XIV. (1740–1758)
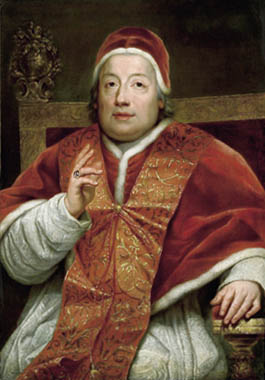
Klement XIII. (1758–1769)

## Použití světskými představiteli
Vzhledem k tomu, že ve středověku camauro patřilo k běžné výbavě vzdělanců, používali ho i světští představitelé korunovaných republik, jak to lze vidět u dóžat benátské či janovské republiky. V těchto případech camauro sloužilo jako podklad pro dóžecí korunu. Jedná se o camauro jiného typu než je camauro papežské.

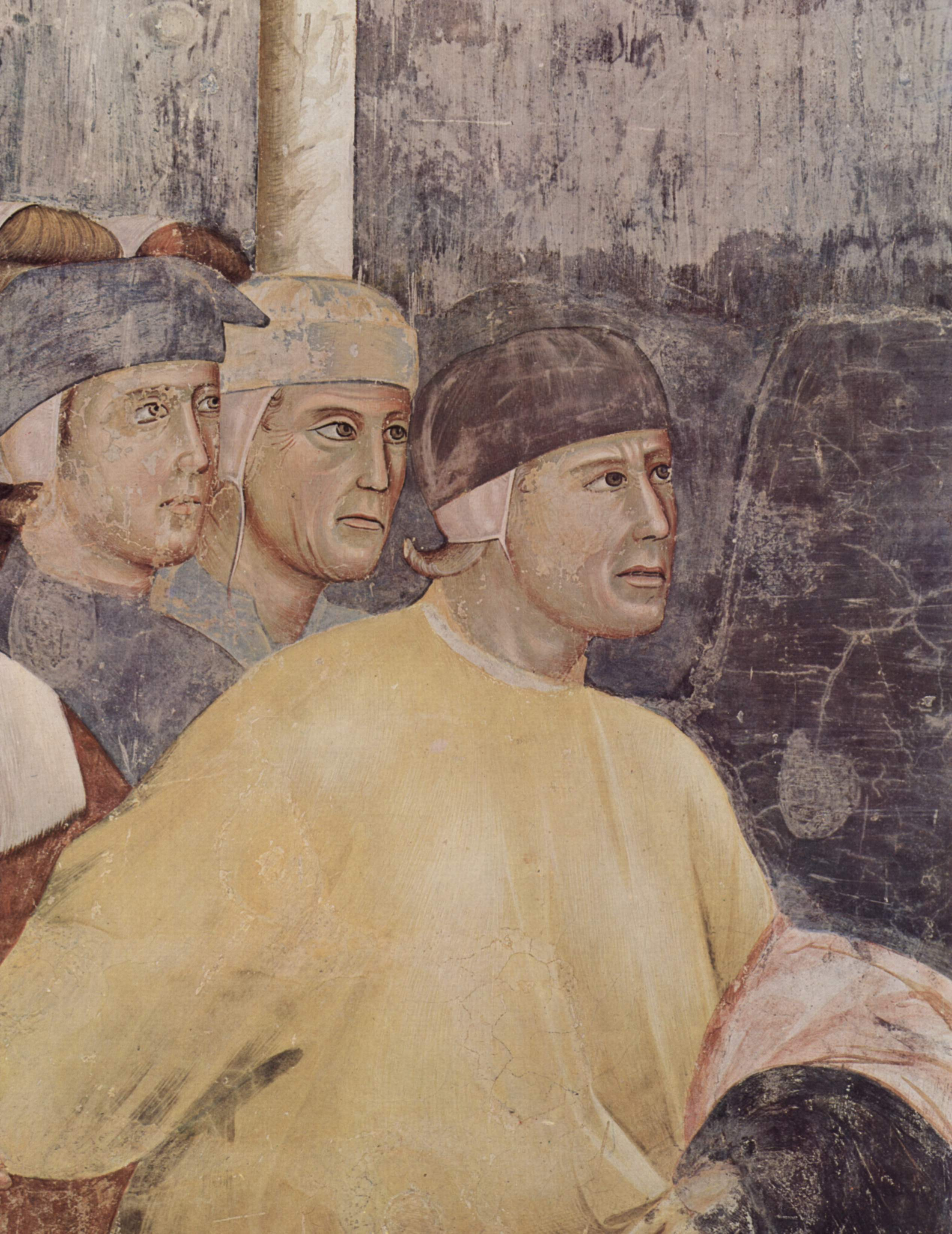
Giotto: Zasnoubení sv. Františka s chudobou (1296)
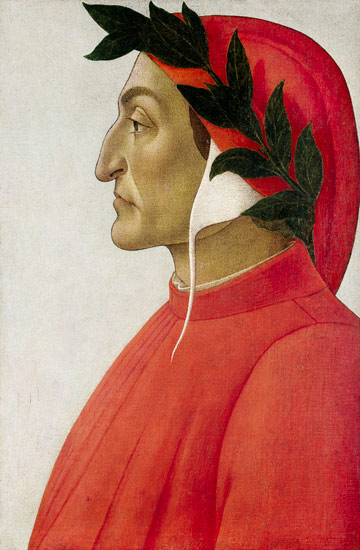
Dante Alighieri (1265-1321)
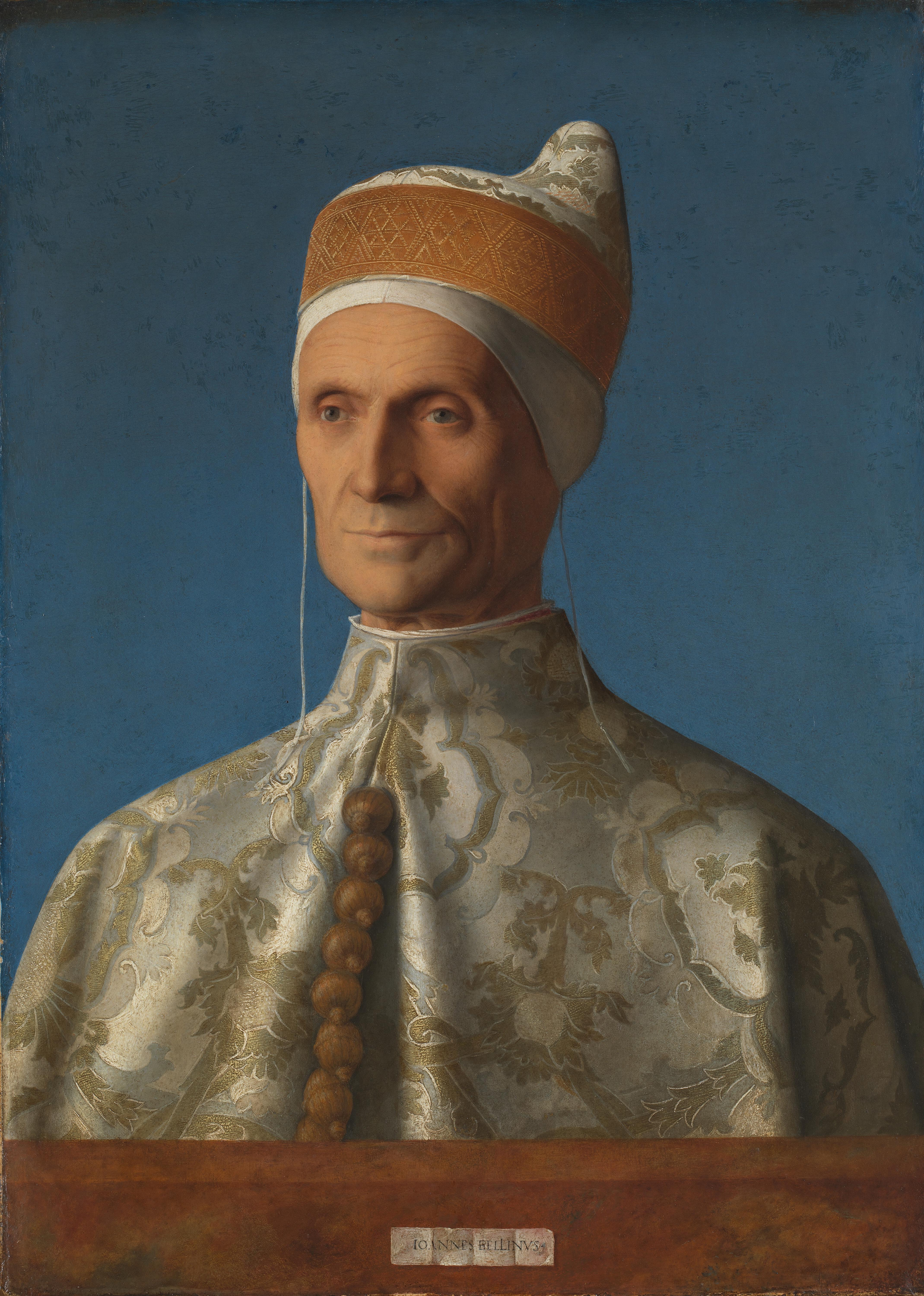
Benátský dóže Leonardo Loredan († 1521)